# Anna z Radomickich
Anna z Radomickich primo voto Działyńska secundo voto Gurowska (ur. 1724 w Inowrocławiu, zm. 17 maja 1812 w Poznaniu) – szlachcianka, dziedziczka Konarzewa, działaczka społeczna, żona Augustyna Działyńskiego, później Władysława Gurowskiego.

## Pochodzenie – status społeczny rodziny Radomickich
W XVI wieku Radomiccy należeli do grupy średniozamożnej szlachty, jednak ich pozycja znacznie wzrosła, w momencie, gdy Hieronim Radomicki (1584–1652) osiągnął godność senatora. Od tej chwili potomkowie nieprzerwanie do 1736 roku zasiadali w senacie. Rosnące znaczenie tej rodziny miało też ścisły związek z polityką małżeńską, w wyniku której połączyli się m.in. z Opalińskimi, Czarnkowskimi, Sapiehami, Jabłonowskimi. Jednak właśnie w XVII wieku wygasła męska linia tego rodu.

## Rodzina
Rodzicami Anny byli Jan Antoni Radomicki (ok. 1690–1728) wojewoda inowrocławski, generał wielkopolski i Dorota z Broniszów (1692–1773) kasztelanka kaliska. Anna miała siostrę Franciszkę (1722-ok. 1777) oraz brata Augustyna, który żył zaledwie dwa lata (1726–1728). Jeszcze krócej żył pierwszy syn Doroty i Jana Antoniego, Jakub urodzony w 1721. Zachowana korespondencja między rodzicami Anny wskazuje na ciepłe i serdeczne relacje. Jan Antoni zmarł niespodziewanie 27 kwietnia 1728 roku w Lublinie w wieku 38 lat. Dorota została 36-letnią wdową z dwiema córkami.
Ostatecznie już w następnym roku poślubiła Stanisława Wincentego Jabłonowskiego (1694–1854), późniejszego wojewodę rawskiego, starającego się o tytuł książęcy, również wdowca. Para finalnie spędziła większość życia małżeńskiego w rozłące – doszło do poważnej kłótni w czasie pobytu w Lubartowie u księżnej Barbary Sanguszkowej w 1754 roku, Jabłonowski okazał się agresywnym człowiekiem. Zachowana korespondencja z lat 50. wskazuje na to, że Stanisław Wincenty  był bardzo gwałtowny, porywczy i nie stronił od przemocy. Właśnie relacje między ojczymem i matką, a także dorastającym przyrodnim bratem bardzo dotknęły Annę, ponieważ Dorota szukała pomocy u zięcia Augustyna Działyńskiego w obawie o życie swoje i syna.

## Małżeństwo z Działyńskim

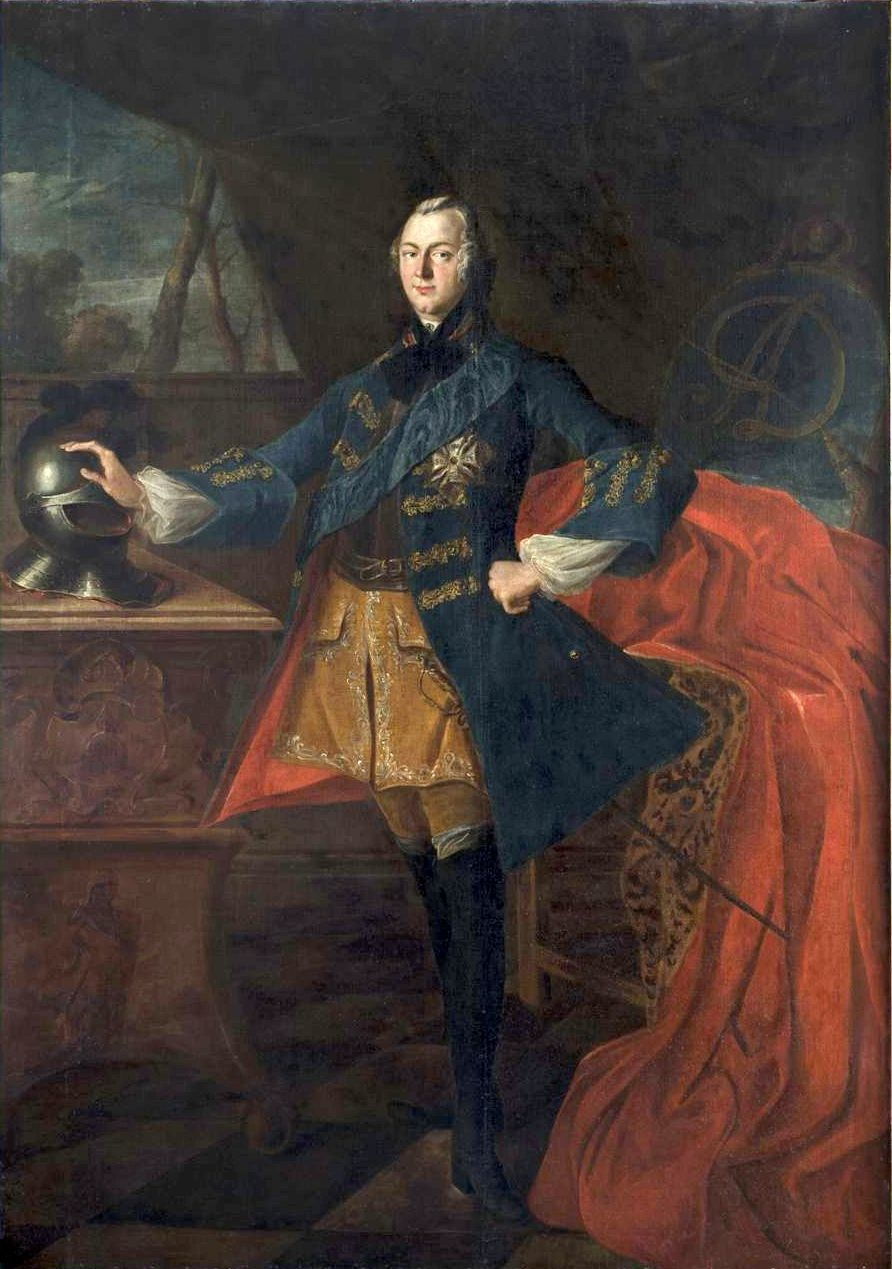
Augustyn Działyński - mąż Anny

Przygotowania do ślubu rozpoczęto w 1737. Kandydat wybrany przez matkę dla panny Radomickiej pochodził z Działynia w ziemi dobrzyńskiej. Dobra Działyńskich obejmowały wtedy miasteczko Pakość z przyległościami, klucze: działyński i kościelecki oraz bogate miasteczko Złotów z zamkiem i okolicznymi majątkami. Augustyn, żeniąc się, był u progu kariery – przeszedł drogę od starostwa nakielskiego, przez podkomorstwo wschowskie aż po objęcie funkcji wojewody kaliskiego. Był znany również jako działacz sejmowy na polu skarbowym i sądowniczym. Wsławił się także jako hojny darczyńca na rzecz kościołów i klasztorów, a zwłaszcza reformatów (np. w Pakości). Po ślubie państwo Działyńscy zamieszkali w konarzewskim pałacu niedaleko Poznania – była to część posagu małżonki. O ich codziennym życiu dowiadujemy się z listów Anny do Augustyna pochodzących z lat 1742–1756. W tym czasie na świat przyszło czternaścioro ich dzieci, to one były głównym tematem listów, ale nie jedynym.

## Listy Anny do Augustyna oraz pamiętnik
W listach Anny do Augustyna panuje atmosfera intymności, połączona z troskami i sprawami bieżącymi. Obok tęsknoty swojej i dzieci oraz troski o męża wypełniającego obowiązki polityczne, odnajdujemy liczne wzmianki o chociażby warunkach atmosferycznych, sprawach gospodarczych, życiu rodzinnym czy kwestiach poruszanych z plenipotentami a nawet wydarzeniach politycznych. Wypełnianie powinności matki czuwającej nad sprawami rodzinnymi, dobrobytem potomstwa oraz sprawami majątkowymi nie zamykało żony Augustyna na wieści płynące z kraju i zagranicy. Z listów wyłania się obraz autorki jako wojewodziny i matki – są to role typowe dla kobiet ówczesnego okresu.
O istotnych wydarzeniach z życia Anny dowiadujemy się przede wszystkim z Summy duchownej, w której sumiennie zapisywała ważne fakty z jej życia (np. śmierć męża i dzieci) a także modlitwy (o szczęśliwy poród, zdrowie bliskich, pomyślność w interesach) – był to swoisty modlitewnik, z którym się nie rozstawała, utrzymany był w duchu typowej dla kultury szlacheckiej sylwy.

## Życie rodzinne po śmierci Augustyna

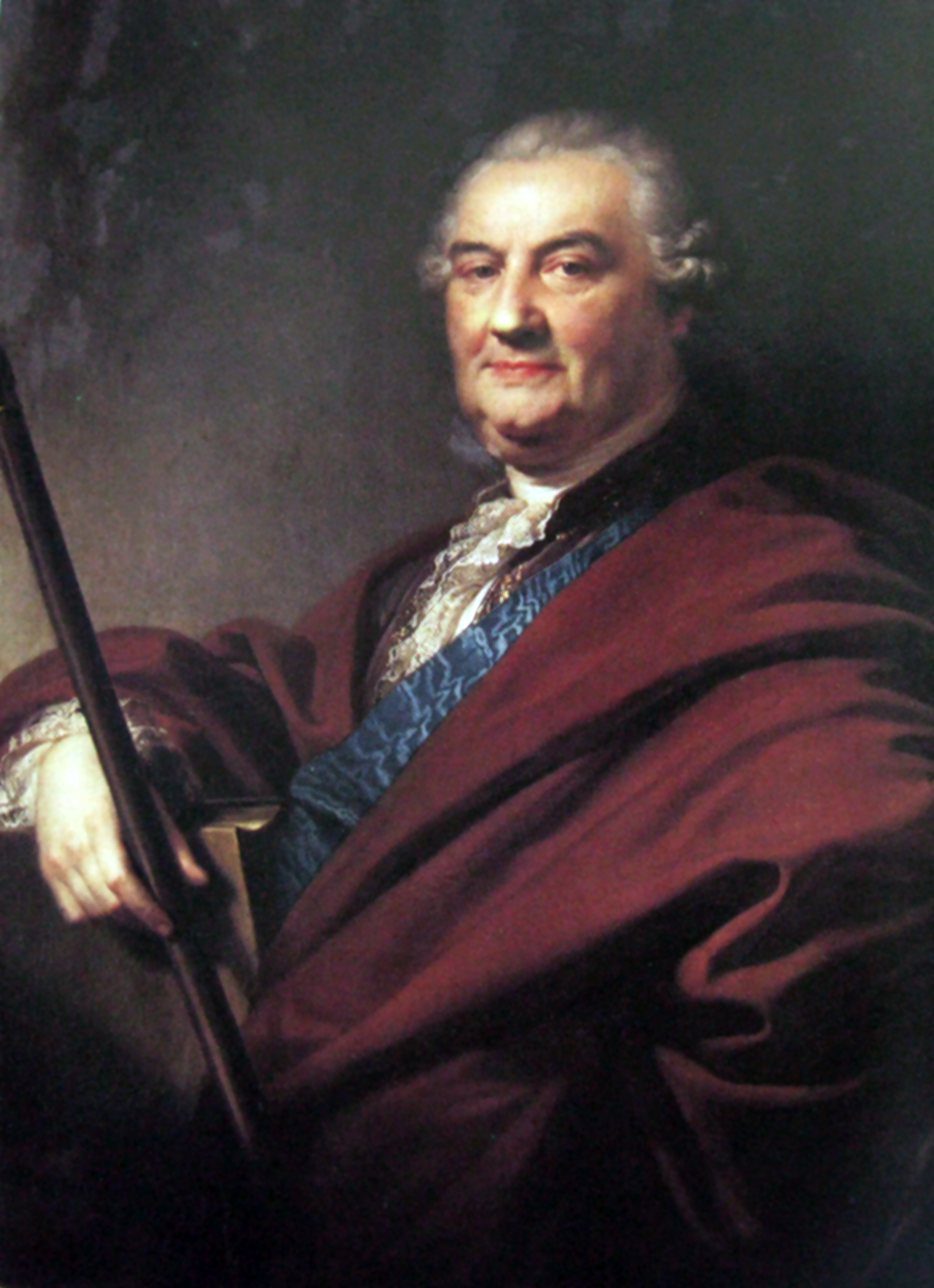
Władysław Roch Gurowski - drugi mąż Anny

Niespodziewana śmierć Augustyna (13 maja 1759) stanowiła dla Anny duży zwrot życiowy. Jako mająca liczne potomstwo wdowa, której mąż nie zostawił spisanej ostatniej woli, pozostała w niełatwej sytuacji. Musiała przejąć kierowanie majątkiem, zająć się zaplanowaniem edukacji i kariery synów oraz zaaranżowaniem korzystnych małżeństw. Jako pierwsza ślub wzięła Dorota (1743–1763) z Franciszkiem Stanisławem Czapskim (1725 – 1802) kasztelanem chełmińskim – ślub prawdopodobnie zaaranżowany już za życia ojca. Wkrótce jednak Anna opłakiwała zarówno pierwszą zamężną córkę, jak i Brygidę, która jako mężatka wojewody malborskiego – Michała Augustyna Czapskiego (1702 – 1796) umarła już niespełna rok po ślubie przy porodzie syna. Ślub kolejnej córki – Joanny Napomuceny Franciszki (1749 – 1779) z Teodorem Koźmińskim (1732–1778) odbył się w lutym 1764, a ostatnia córka – Katarzyna (1741 – 1774) wydana została za starostę marienhauskiego. 3 lata po ślubie oraz przeprowadzce na Inflanty i ona zmarła w związku z powikłaniami poporodowymi.
Wtedy już Anna zdecydowała się ponownie na zamążpójście – wyszła za pisarza wielkiego koronnego – Władysława Rocha Gurowskiego w 1767. Starszy od Anny o 9 lat borykał się z problemami finansowymi, miał skłonności do nadużywania trunków i życia ponad stan, znany jako przekupny stronnik rosyjski, a początkowy okres ich małżeństwa przypadał na czas konfederacji barskiej. Tymczasem synowie Ignacy i Ksawery pobierali nauki w kolegium jezuickim do czasu przeprowadzki do Warszawy, gdzie zaczęli uczęszczać do Collegium Nobilium pijarów w Warszawie.
Obaj synowie, za wskazaniem matki, udali się w podróż po Europie dla zdobycia obycia w świecie. Ich opiekunem został Józef de Bellons. Syn Ksawery pomógł znacząco matce w chwili śmierci jej drugiego męża, który w ostatnich latach życia poważnie chorował, między innymi w uregulowaniu wierzytelności. Anna musiała się także zmagać z innymi problemami. Ksawery trafił do aresztu w Spandawie, nałożonego przez króla Prus – dzięki staraniom żony intensywnie agitującej w Berlinie został uwolniony. Natomiast Ignacego zesłano na Syberię – tu żona nie wykazała się dużą aktywnością, za to Anna wystosowała do carycy Katarzyny list z prośbą, a nawet błaganiem o oswobodzenie syna.

## Działalność gospodarcza oraz społeczna
Anna oprócz roli żony i matki pełniła również inne funkcje. Widzimy Annę jako panią domowego ogniska prowadzącą również rozbudowaną działalność społeczną – dobrodziejka zgromadzeń zakonnych i ludzi w potrzebie. Nie można jej także odmówić tytułu szlachcianki o szerokich horyzontach, m.in. poprzez przyjmowanie do siebie na "edukację". Nie sposób nie zaznaczyć, że aktywny udział Anny – podwójnej wdowy w życiu społecznym nie był oczywiste w tamtym czasie także ze względu na to, że formalnie prawa szlachcianek w XVIII wieku nie można nazwać rozległymi, toteż działalność podejmowana na tym polu miała charakter bardziej nieoficjalny, ale nadal wpływowy na skalę lokalną.
Warto się także przyjrzeć jej pracy na obszarze gospodarczym. Anna zajmowała się majątkiem i pałacem konarzewskim. Przeprowadzone zostały tam prace remontowe w celu stworzenia nowoczesnej, wygodnej dla licznego potomstwa siedziby. Dbała także o estetykę tego miejsca, bo znajdował się tam piękny ogród. To także Anna musiała dopilnować spisu ruchomości po nagłej śmierci męża Działyńskiego. Skrupulatnie przeprowadzała przeglądy m.in. sreber, serwisu. To dzięki jej staraniom pozostały regestry, z których dowiadujemy się, że goście pałacu  mogli nalać sobie herbaty, kawy bądź czekolady do filiżanek z saskiej i chińskiej porcelany czy zjeść rosół z pozłacanej czarki, specjalną łyżką do rosołu. Pokoje oświetlały lichtarze o różnej wielkości a ściany zdobił zegar (pektorał) oraz lustra i zwierciadło w srebrnej ramie.
Przedmioty użytku codziennego sprowadzano zarówno z rozmaitych zakątków Rzeczypospolitej, jak i spoza granic kraju. W taki sposób, dzięki pośrednictwu Józefy Gajewskiej, w Konarzewie pojawiły się drzewka wiśniowe z Holandii. Wśród licznych smakołyków nie brakowało cytryn, korzeni, musztardy czy oliwy z oliwek. Kuchnia na owych włościach wielce przypominała te szlachecką, tak jak życie towarzyskie w pałacu – na miarę elit.  Taka atmosfera panowała także później w pałacu w Warszawie, gdzie Anna często bywała z Władysławem Gurowskim, gdy Ignacy i Ksawery uczyli się w Collegium Nobilium oraz poznańskiej rezydencji.
Obok dozoru ruchomości Anna pilnowała także sprzedaży produktów, jakie pochodziły z dóbr, którymi zarządzała. Często jeździła w celu prowadzenia interesów do Gdańska na jarmark św. Dominika. Przygotowania do tego sierpniowego wydarzenia zaczynały się już w marcu. Nade wszystko Anna bardzo troszczyła się o dobre kontakty z bliskimi, więc mieszkanie z synem i jego dziećmi było dla niej naturalne. Zabiegała o żywą relację z najmłodszym pokoleniem Działyńskich, uświadamiając wnukom, że troska "o krew swoją" to najważniejsza sprawa.

## Śmierć

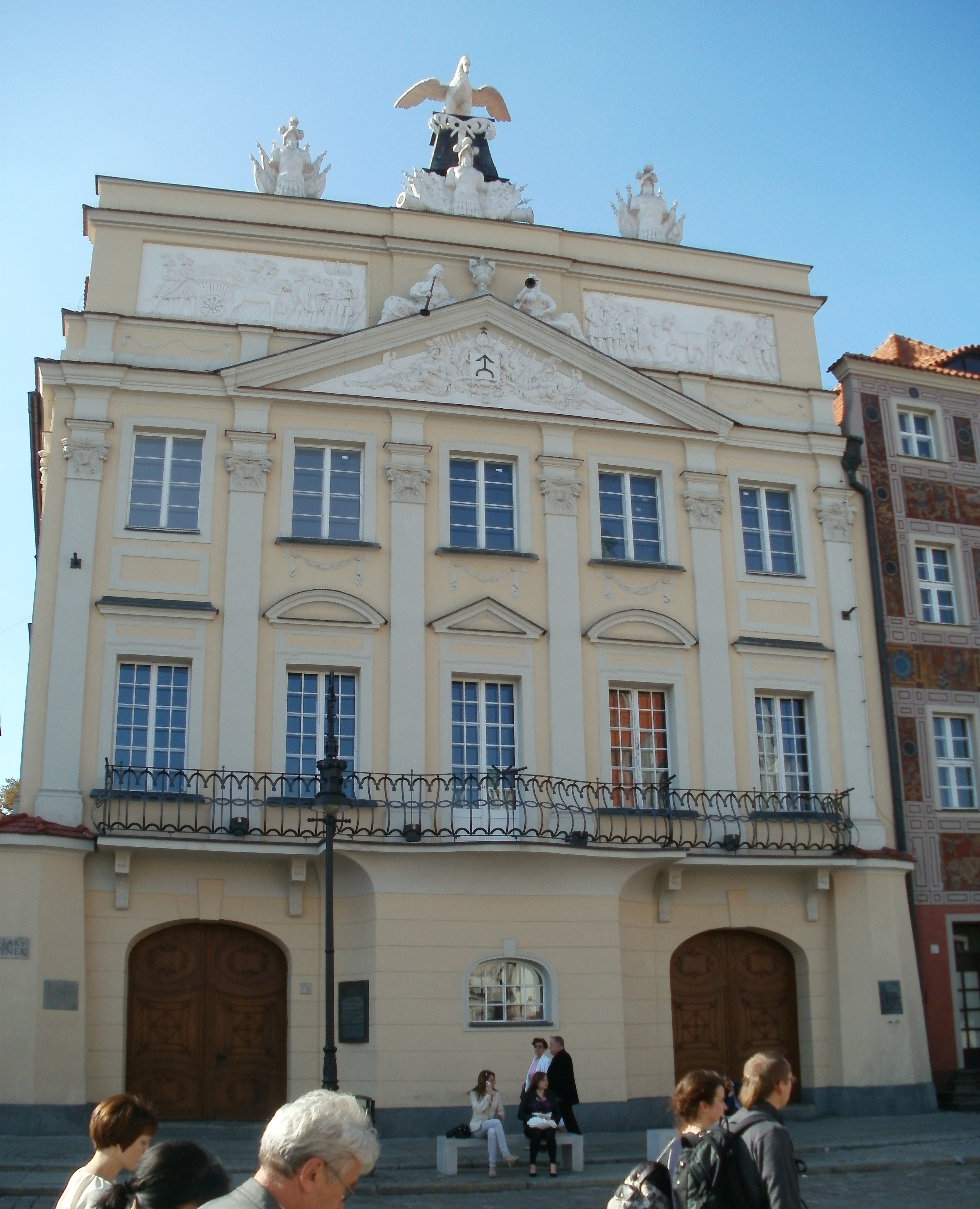
Pałac Działyńskich

Anna zmarła w sędziwym wieku, dożywszy 88 lat. Odeszła 17 maja 1812 roku w poznańskim pałacu, zwanym dziś Pałacem Działyńskich. Jej ciało zostało przewiezione po dwudniowych uroczystościach żałobnym do Konarzewa, gdzie znajduje się grobowiec rodu Radomickich. Uroczystości były godne wojewodziny i marszałkowej, z bogatą oprawą duchownych, muzyką kapeli, dzwonami.